# Евстахій Потоцький
Евстахій Потоцький на Підгайцях (пол. Eustachy Potocki, 1720 — 23 березня 1768, Варшава або Радзинь-Підляський) — польський шляхтич гербу Срібна Пилява, воєначальник, урядник, меценат.

## Життєпис
Син старости грабовецького, тлумацького Єжи Потоцького та його другої дружини Констанції Підберезької (Друцької-Подбереської). Старший брат маршалка утвореної 26 квітня 1768  року конфедерації Галицької землі Мар'яна Потоцького (черкаський, грабовецький староста), Катажини Коссаковської.
Військові звання: полковник коронних військ з 1743 року, ґенерал-майор військ коронних з 1752 року, генерал артилерії литовської (1759—1768).
Уряди (посади): чашник коронний з 1754 року, староста львівський (посесор староства) в 1762—1767 (11 серпня 1767 відступив його кузину Антонієві Потоцькому) роках, староста грабовецький, тлумацький, ужендувський у 1738 році, дубенський у 1731 році
У 1743 році видав грамоту-привілей для міщан Будзанова, в якій було визначено права мешканців міста. 1765 року коштом Евстахія Потоцького та дружини Марії з Контських (Концьких) замок у Будзанові частково відбудували, його західне крило перебудоване на костел.
Відійшовши від політичного життя, зайнявся господарюванням у своїх численних маєтках на Люблінщині. У спадкових Серниках він заснував парафіяльний костел, а останні роки життя провів у Радзині, де у 1749-1750 роках збудував розкішний палац із садом за проектом Якуба Фонтани.
Був похований разом з дружиною в костелі єзуїтів Варшави при вул. Сенаторській; Якуб Фонтана, на замовлення сестри Катажини Коссаковскої, виконали йому та дружині «castrum doloris» у костелі.

### Сім'я
Був одружений із Маріанною (Марією[джерело?]) з Концьких (Контських); шлюб 1741 року, дочка генерального подільського старости Яна Станіслава Концького, внучка Станіслава Антонія Щуки[джерело?], померла 1768 року. Дружина привнесла, зокрема, маєтності Горностайпіль і Бородянка. Діти:
- граф Каєтан, дружина — Анна Цетнер, 1781 року продав Горностайполь та «ключ»[10] Яну Ганському за 450 тис. злотих;[9] приятель Томаша Каєтана Венгерського
- граф Іґнацій Роман
- граф Єжи Міхал — староста тлумацький
- граф Ян
- граф Станіслав Костка
- Цецилія Уршуля — дружина Героніма Януша Санґушка.[3]

## Власність, маєтності, оренди
Державив королівщини вартістю їх кварти 25690 злотих польських. Посідав Дубенку над Бугом у Белзькому воєводстві, Тлумацьке староство (отримав від батька 1738 року), тенуту Дембно в Белзькому воєводстві, села Хрептіїв, Дзюрдзянку, Данківці (під Кам'янцем) у Подільському воєводстві, Ужендувське староство в Люблінському воєводстві (відступив 8 січня 1768 року сину Каєтанові), села в Руському воєводстві: Камінна, Братківці, Велесниця, Тернавиця Лісова, Тернавиця Пільна, Гринівці, Королівка, Димерське староство. Львівське староство відступив 11 серпня 1767 року стриєчному брату Антонієві. Записав фундуш для костелу міста Білгорай.